# Fonds central d'intervention d'urgence
Pour les articles homonymes, voir Cerf (homonymie).
 (septembre 2024).
Si vous disposez d'ouvrages ou d'articles de référence ou si vous connaissez des sites web de qualité traitant du thème abordé ici, merci de compléter l'article en donnant les références utiles à sa vérifiabilité et en les liant à la section « Notes et références ».
Le Fonds central d'intervention d'urgence (FCIU ou CERF en anglais, Central Emergency Response Fund) est un fonds d'intervention d'urgence des Nations unies, officiellement lancé par le Secrétaire général Kofi Annan le 9 mars 2006. L'objectif du CERF est de fournir une aide humanitaire urgente et efficace aux régions menacées par, ou ayant vécu, une crise humanitaire. Il est à prévoir que les personnes vivant dans les pays les moins avancés seront les bénéficiaires les plus fréquents du CERF. Ce fonds est le pendant humanitaire du Pandemic Emergency Financing Facility, qui a, lui, une dimension sanitaire.

## Histoire
Le CERF a été adopté par la Résolution 60/124 de l'Assemblée générale des Nations unies du 15 décembre 2005. Il est le fruit de la transformation du Fonds central autorenouvelable d'urgence, en place depuis 1992, grâce à l’incorporation d’une composante dons reposant sur des contributions volontaires, qui sera reconstitué à intervalles réguliers. Le mécanisme de prêt est rehaussé de 50 à 450 millions de dollars US. Le CERF est administré par le Bureau de la coordination des affaires humanitaires (OCHA) et le coordinateur d'aide à l'urgence (Emergency Relief Coordinator), en consultation avec les organismes d'aide humanitaire.
Selon les Nations unies, ses agences et ses partenaires auront la possibilité d'accéder à ce fonds dans les 72 premières heures d'une crise. On espère donc que le CERF atteindra les trois objectifs suivants :
- promouvoir des mesures et des interventions rapides pour réduire les pertes en vies humaines ;
- renforcer les interventions lorsque le facteur temps est décisif ;
- renforcer les éléments clefs des interventions humanitaires sous-financées.

Après un an d'existence, plus de 376 millions de dollars US ont été alloués à des programmes d'aide humanitaire dans quarante pays. L'Afghanistan a par exemple reçu 32,3 millions de dollars après une période de sécheresse ainsi que pour améliorer la situation sécuritaire et le Kenya 27,1 millions pour affronter les conséquences de la sécheresse, de l'afflux de réfugiés somaliens et d'inondations. La République démocratique du Congo (RDC) s'est pour sa part vu allouer 38 millions de dollars pour la lutte contre le paludisme et le choléra dans les zones de conflits, pour des actions antimines et de rapatriement de réfugiés et de déplacés. Quelque 35,5 millions de dollars ont aussi été consacrés au Soudan pour répondre aux besoins dans la province du Darfour.
En 2010, le Fonds compte des dons de 122 pays (par rapport aux 52 pays initiaux en 2006).

## Répartition par pays
Les gouvernements et organisations suivants contribuent[Quand ?] au CERF. La quatrième colonne indique le montant donné par habitant du pays. La cinquième colonne est proportionnelle à la fraction du revenu d'une personne qui a été donnée. Par exemple, le pourcentage de revenu donné par un Britannique est cinquante fois supérieur à celui d'un Américain des États-Unis, mais quatre fois inférieur à celui d'un Norvégien.
| Pays                       | Promesse (US$) | Contribution (US$) | Contribution par habitant (US$) | Partie par million de PIB par habitant à parité de pouvoir d'achat |
| Afrique                    | Afrique        | Afrique            | Afrique                         |                                                                    |
| -------------------------- | -------------- | ------------------ | ------------------------------- | ------------------------------------------------------------------ |
| Afrique du Sud             | 300,000        |                    | <0,01 $                         | <1                                                                 |
| Égypte                     | 15,000         |                    | <0,01 $                         | <2                                                                 |
| Nigeria                    | 100,000        |                    | <0,01 $                         | <9                                                                 |
| Amérique                   |                |                    |                                 |                                                                    |
| Canada                     | 17,000,000     |                    | 0,52 $                          | 16                                                                 |
| États-Unis                 | 10,000,000     |                    | 0,03 $                          | <0.8                                                               |
| Grenade                    |                | 10,000             | 0,11 $                          | 14                                                                 |
| Mexique                    | 50,000         |                    | <0,01 $                         | 1                                                                  |
| Asie et Océanie            |                |                    |                                 |                                                                    |
| Australie                  | 7,328,894      |                    | 0,35 $                          | 12                                                                 |
| Chine                      | 1,000,000      |                    | <0,01 $                         | <2                                                                 |
| Corée du Sud               | 5,000,000      |                    | 0,10 $                          | 5                                                                  |
| Inde                       | 2,000,000      |                    | >0,01 $                         | >3                                                                 |
| Koweït                     | 200,000        |                    | 0,07 $                          | 4                                                                  |
| Pakistan                   | 20,000         |                    | <0,01 $                         | <5                                                                 |
| Qatar                      | 5,000          |                    | <0,01 $                         | <0.4                                                               |
| Sri Lanka                  | 10,000         |                    | <0,01 $                         | <3                                                                 |
| Europe                     |                |                    |                                 |                                                                    |
| Arménie                    | 5,000          |                    | <0,01 $                         | <3                                                                 |
| Belgique                   | 1,190,336      |                    | 0,11 $                          | 4                                                                  |
| Croatie                    | 5,000          |                    | <0,01 $                         |                                                                    |
| Danemark                   | 8,100,000      |                    | 1,49 $                          | 45                                                                 |
| Espagne                    | 10,000,000     |                    | 0,22 $                          | 9                                                                  |
| Estonie                    | 24,000         |                    | 0,01 $                          | <0.7                                                               |
| Finlande                   | 4,900,000      |                    | 0,93 $                          | 32                                                                 |
| France                     | 1,190,336      |                    | 0,01 $                          | 0.4                                                                |
| Grèce                      | 100,000        |                    | <0,01 $                         | <0.5                                                               |
| Irlande                    | 11,903,360     |                    | 2,05 $                          | 54                                                                 |
| Islande                    | 150,000        |                    | 0,50 $                          | 15                                                                 |
| Liechtenstein              |                | 100,000            | 3,07 $                          | 120                                                                |
| Luxembourg                 |                | 4,000,000          | 8,53 $                          | 130                                                                |
| Norvège                    |                | 30,000,000         | 6,46 $                          | 160                                                                |
| Pays-Bas                   | 11,903,360     |                    | 0,72 $                          | 25                                                                 |
| Royaume-Uni                | 70,000,000     |                    | 1,16 $                          | 40                                                                 |
| Suède                      |                | 41,093,249         | 4,53 $                          | 161                                                                |
| Suisse                     | 2,475,158      | 1,542,842          | 0,33 $                          | 10                                                                 |
| Autres Donateurs           |                |                    |                                 |                                                                    |
| Disaster Resource Network  |                | 10,000             |                                 |                                                                    |
| Préfecture de Hyōgo (Kōbe) | 850,211        |                    |                                 |                                                                    |
| Totaux                     | 165,801,655    | 76,780,091         | 242,581,746                     |                                                                    |
| Source: CERF               |                |                    |                                 |                                                                    |